# Saša Vujačić
Aleksander „Saša“ Vujačić (* 8. März 1984 in Maribor, SR Slowenien, SFR Jugoslawien), auch Sasha Vujačić, ist ein slowenischer Basketballspieler, der zuletzt bei Scaligera Basket Verona in der italienischen Serie A2 unter Vertrag stand.
Von 2004 bis 2011 war Vujačić in der nordamerikanischen Profiliga NBA- und anschließend für mehrere Teams in Europa aktiv. 2015 kehrte er zurück in die USA und spielte bis 2017 für die New York Knicks. Mit den Los Angeles Lakers wurde der Slowene in den Spielzeiten 2008/09 und 2009/10 jeweils NBA-Champion.

## Karriere

### Jugend / Karrierebeginn in Europa
Seine Profikarriere begann Vujačić mit seinem Wechsel zum italienischen Verein Snaidero Udine im Alter von 16 Jahren. Zuvor hatte er bereits in der slowenischen Jugendnationalmannschaft gespielt. Zum Basketball kam er durch seinen Vater, der unter anderem Basketballtrainer in Serbien war. In Italien entwickelte sich Vujačić in den vier Jahren, die er dort spielte, zu einem der besten Akteure der Liga. So wurden NBA-Scouts auf ihn aufmerksam, die ihn dann zu Trainings-Camps in die Vereinigten Staaten einluden. Schließlich wählten ihn die Los Angeles Lakers im NBA Draft 2004 an 27. Stelle aus.

### NBA
In der unter Lakers-Trainer Phil Jackson gespielten „Triangle offense“ wurde Vujačić auf der Shooting-Guard-Position eingesetzt und nicht mehr auf der Point-Guard-Position, die er noch in Europa spielte. Auch deswegen hatte er in den ersten drei NBA-Jahren Probleme, in der NBA Fuß zu fassen. Seine Punktausbeute betrug nur zwischen 2,9 und 4,3 Punkten pro Spiel. Vor allem sein Wurf war extrem unkonstant, weshalb ihm viele Kritiker vorwarfen, zu häufig Distanzwürfe zu nehmen.
Eine deutliche Leistungssteigerung zeigte Vujačić erst in seiner vierten NBA-Saison (2007/08). Vor allem nach dem Trade von Pau Gasol zu den Lakers zeigte er immer mehr ansprechende Leistungen. Er nahm zwar immer noch viele Dreipunktwürfe, deren Quote nun aber deutlich besser war als zuvor, und passte den Ball vermehrt, wodurch er mehr Spielzeit von Coach Jackson erhielt.
Auch durch seine Hilfe erreichten die Lakers die NBA Finals 2008, wo man den Boston Celtics unterlag. Sein wohl bestes Spiel seiner Karriere zeigte er in Spiel 3 der Finals-Serie mit 20 Punkten (7/10 verwandelte Würfe, davon 3/5 Dreier) und 4 Rebounds.
Sein Vertrag mit den Lakers wurde 2008 um drei Jahre verlängert. Nachdem er 2009 und 2010 mit dem Team jeweils die NBA-Meisterschaft gewonnen hatte, wurde Vujačić am 15. Dezember 2010 in einem 3-Team-Deal zu den New Jersey Nets transferiert.

### Seit 2011
Nach Ablauf der Spielzeit 2010/11 unterzeichnete Vujačić einen Einjahresvertrag mit Option für ein weiteres Jahr bei Anadolu Efes Istanbul. Die Option wurde gezogen und Vujačić spielte bis Ende der Saison 2012/13 für das Team aus der Türkei.
Am 3. Februar 2014 erhielt er einen 10-Tages-Vertrag bei den Los Angeles Clippers, welcher allerdings nicht weiter verlängert wurde.
Im März 2014 unterzeichnete er einen Kontrakt beim italienischen Spitzenverein Reyer Venezia Mestre. Er verließ das Team nach der Saison und spielte zunächst für Laboral Kutxa in Spanien, ehe er sich im Januar 2015 Istanbul BB anschloss.
Im Sommer 2015 kehrte er in die NBA zurück und unterschrieb bei den New York Knicks.
Nach zwei Jahren in New York verließ er die NBA 2017 erneut in Richtung Europa und spielte von 2017 bis 2018 für Auxilium Torino. Seine bisher letzte Station war Scaligera Basket Verona in der italienischen Serie A2 im Jahr 2019.

## Persönliches
Vujačić war mit der Tennisspielerin Marija Scharapowa verlobt. 2012 trennte sich das Paar.